# Tom Götze
Tom Götze (* 1968 in Dresden) ist ein deutscher Bassist und Professor an der Hochschule für Musik Carl Maria von Weber in Dresden für Kontrabass und E-Bass Jazz/Rock/Pop.

## Leben
Götzes musikalische Laufbahn begann in Dresden. Von 1984 bis 1990 studierte er an der Hochschule für Musik Carl Maria von Weber Tuba, Bassgitarre und Kontrabass.
Seit seinem Studienaufenthalt 1992/93 in den USA (New York und Los Angeles) ist er als Musiker in den Stilen Jazz, Rock, Pop und Klassik sowie als Schauspielmusiker (u. a. Staatsschauspiel Dresden) tätig.
Seit 1989 gehört Götze zur Dresdner Band Dekadance, mit der mehrere Alben entstanden. Er arbeitete mit zahlreichen, namhaften Künstlern wie Mike Stern, Pet Shop Boys, Armin Mueller-Stahl, Günther Fischer, Till Brönner, Adam Rogers, Manfred Krug, Richie Beirach, John Schröder, Gitte Hænning, Uschi Brüning, Jiggs Whigham, Chester Thompson, Pascal von Wroblewsky, Günther „Baby“ Sommer, Rhani Krija, Sven Helbig und Günter Hörig zusammen. Mit Arkady Shilkloper, Florian Mayer und John Wolf Brennan bildet er die Gruppe Pago Libre; mit Stephan Bormann arbeitet er im 10string Orchestra zusammen.
Als Gründungsmitglied der Dresdner Sinfoniker ist er regelmäßig, auch als Solist, an deren Projekten beteiligt.
Götze ist verheiratet und lebt mit seiner Familie in Dresden.

## Tourneen
Gastspiele und Tourneen führten ihn u. a. nach Mexiko, Kanada, Kuba, Skandinavien, England, Spanien, Italien, Frankreich, Österreich, Russland, China und in die Schweiz.

## Professur
Seit 2012 unterrichtet er als Professor für Kontrabass und Bassgitarre an der Hochschule für Musik Carl Maria von Weber in Dresden.

## Diskografische Hinweise
- 2019: The 10string Orchestra Clouds
- 2013: Stephan Bormann, Tom Götze, The Ten String Orchestra: Pearls (Acoustic Music)
- 2013: Lars Kutschke Right Here, Right Now
- 2012: Tom Goetze Band Bass Shuttle

## Auszeichnungen
- 2015 – Golden German Jazz Award für das Album Auserwählt von Manfred Krug und Uschi Brüning
- 2016 – Platin German Jazz Award für das Album Auserwählt[1]
- 2017 – Golden German Jazz Award für das Album Manfred Krug – Seine Lieder[2]